# Вальтер Крюгер (оберст)
Вальтер Крюгер (нім. Walter Krüger; 9 листопада 1897 — ?) — німецький офіцер, оберст вермахту. Кавалер Німецького хреста в золоті.

## Біографія
В 1915 році вступив у кайзерліхмаріне. Учасник Першої світової війни. Після війни служив у Східній прикордонній охороні. Кар'єра Крюгера до 1934 року (служив в охоронному полку в Берліні) невідома. Учасник Французької кампанії і німецько-радянської війни — імовірно, у складі 202-го піхотного полку. З 11 червня 1943 року — командир 202-го гренадерського полку. З 16 квітня 1945 року — заступник командира, з 5 травня — командир 357-ї піхотної дивізії. 9 травня разом із офіцерами штабу дивізії потрапив в американський полон.

## Звання
- Лейтенант-цур-зее (18 червня 1918)
- Гауптман (15 липня 1934)
- Майор (1 грудня 1939)
- Оберстлейтенант (1 березня 1942)
- Оберст (1 січня 1943)

## Нагороди
- Залізний хрест 2-го класу
- Сілезький Орел 2-го і 1-го ступеня
- Почесний хрест ветерана війни з мечами
- Медаль «За вислугу років у Вермахті» 4-го класу (4 роки)
- Медаль «У пам'ять 1 жовтня 1938»
- Застібка до Залізного хреста 2-го класу (4 липня 1940)
- Штурмовий піхотний знак в сріблі
- Хрест Воєнних заслуг 2-го і 1-го класу з мечами (16 січня 1942)
- Залізний хрест 1-го класу (21 серпня 1942)
- Медаль «За зимову кампанію на Сході 1941/42» (26 серпня 1942)
- Німецький хрест в золоті (21 жовтня 1943)
- Почесна застібка на орденську стрічку для Сухопутних військ (7 листопада 1944)